# Национални институт о злоупотреби дрога и опојних средстава
Национални институт о злоупотреби дрога (енг. National Institute on Drug Abuse) је део пројекта савезне владе САД. To je истраживачки институт чији је задатак да предводи нацију у савлађивању зависности од дрога уз помоћа данашње напредне науке."